# Zamacra marmoraria
Zamacra marmoraria är en fjärilsart som beskrevs av Buresch 1915. Zamacra marmoraria ingår i släktet Zamacra och familjen mätare. Inga underarter finns listade i Catalogue of Life.